# Adam Idah
Adam Uche Idah (* 11. Februar 2001 in Cork) ist ein irischer Fußballspieler, der aktuell für den schottischen Verein Celtic Glasgow und die irische Nationalmannschaft stürmt.

## Karriere

### Verein
Idah begann in seiner Heimat bei der College-Mannschaft Corinthians AFC, bei denen er von seinem sechsten Lebensjahr an zehn Jahre lang spielte. 2017 wechselte er nach England zum Zweitligisten Norwich City. In der Saison 2017/18 war er direkt Stammspieler bei der U18 und traf neun Mal. Zusätzlich kam er ein paar Mal in der Premier League 2 für die U23 zum Einsatz. In der Folgesaison war er Stammkraft bei der U23 und traf zwölf Mal in 19 Spielen. 2019/20 spielte er parallel zur U23 für die gerade aufgestiegene erste Mannschaft in der Premier League. So wurde er an Neujahr 2020 beim 1:1 gegen Crystal Palace in der Nachspielzeit eingewechselt und gab somit sein Debüt. Einen Spieltag später stand er das erste Mal in der Startelf. Am Ende der Saison stieg er mit Norwich als Tabellenletzter in die Championship ab. In der Saison 2020/21 spielte er sieben Mal und traf einmal. Am 8. Spieltag sah er in der letzten Minute rot und wurde für drei Spiele gesperrt. Seit diesem Vorfall stand er das restliche Jahr 2020 nicht mehr auf dem Fußballplatz. Im Dezember 2020 unterschrieb er trotzdem einen neuen Vertrag bis 2024 bei Norwich. In der gesamten Saison 2020/21 lief er 17 Mal in der Liga auf und schaffte am Ende der Saison mit Norwich den Aufstieg in die Premier League als Meister. Nach dem Aufstieg gab er am 14. August (1. Spieltag) bei einer 0:3-Niederlage gegen den FC Liverpool sein Premier-League-Debüt nach Einwechslung in der 77. Minute.
Im Februar 2024 wurde er nach Schottland an Celtic Glasgow verliehen. In 15 Ligaspielen erzielte er für Celtic acht Tore, dabei traf er in zwei Partien doppelt. Idah erzielte im schottischen Pokalfinale 2024 im Hampden Park gegen die Glasgow Rangers das 1:0-Siegtor. Mit Celtic gewann Idah das Double aus Liga und Pokal. Im August 2024 kehrte Idah mit einem dauerhaften Transfer zu Celtic zurück und unterzeichnete einen Fünfjahresvertrag, nachdem der Verein eine Ablösesumme an Norwich gezahlt hatte.

### Nationalmannschaft
Idah spielte für mehrere Jugendnationalmannschaften Irlands. Mit der U17 war er bei der U-17-Europameisterschaft 2017 und 2018 dabei.
Für die A-Nationalmannschaft debütierte er beim 1:1 gegen Bulgarien, als er in der Nations League in der Startelf stand.

## Erfolge
- EFL Championship: 2021
- Schottischer Meister: 2024, 2025
- Schottischer Pokalsieger: 2024
- Schottischer Ligapokal: 2025